# Єлецьке
Єле́цьке (каз. Елец) — село у складі Айиртауського району Північноказахстанської області Казахстану. Адміністративний центр Єлецького сільського округу.
Населення — 321 особа (2021; 414 у 2009, 462 у 1999, 581 у 1989).
Національний склад станом на 1989 рік:
- росіяни — 57 %.